# Municipio de Signal
El municipio de Signal (en inglés: Signal Township) es un municipio ubicado en el condado de Charles Mix en el estado estadounidense de Dakota del Sur. En el año 2010 tenía una población de 59 habitantes y una densidad poblacional de 0,41 personas por km².

## Geografía
El municipio de Signal se encuentra ubicado en las coordenadas 43°11′45″N 98°51′17″O / 43.19583, -98.85472. Según la Oficina del Censo de los Estados Unidos, el municipio tiene una superficie total de 142.43 km², de la cual 123,19 km² corresponden a tierra firme y (13,51 %) 19,24 km² es agua.

## Demografía
Según el censo de 2010, había 59 personas residiendo en el municipio de Signal. La densidad de población era de 0,41 hab./km². De los 59 habitantes, el municipio de Signal estaba compuesto por el 89,83 % blancos, el 1,69 % eran amerindios y el 8,47 % eran de una mezcla de razas. Del total de la población el 0 % eran hispanos o latinos de cualquier raza.